# Mérillac
Mérillac település Franciaországban, Côtes-d’Armor megyében. Lakosainak száma 242 fő (2022. január 1.). Mérillac Éréac, Saint-Vran, Rouillac, Le Mené és Merdrignac községekkel határos.

## Népesség
A település népességének változása:
| Lakosok száma | 385  | 337  | 267  | 235  | 239  | 238  | 233  | 234  | 234  | 242  |
|               | 1968 | 1982 | 1990 | 2006 | 2013 | 2015 | 2017 | 2019 | 2020 | 2022 |